# Bailter Space
Bailter Space (alternativ auch Bailterspace) ist eine neuseeländische Indie-Rock-Band aus Christchurch.

## Geschichte
Vor der Gründung von Bailter Space bildeten Alister Parker, John Halvorsen und Brent McLachlan zunächst das Line-up der Band The Gordons (später nur noch Gordons), die sich 1980 formiert hatte. Bis 1984 veröffentlichte die Gruppe eine EP und zwei Alben, die vornehmlich vom Post-Punk beeinflusst waren. Im Jahr 2013 wurde das selbstbetitelte Debütalbum von 1981 beim neuseeländischen Taite Music Prize in der Kategorie Independent Music NZ Classic Record ausgezeichnet.
1987 gründete Alister Parker zusammen mit Hamish Kilgour von The Clean die Band Nelsh Bailter Space, deren Name nach Veröffentlichung einer ersten EP entsprechend verkürzt wurde. Bald darauf schloss sich John Halvorsen der Gruppe an. Brent McLachlan komplettierte das Line-up, nachdem Hamish Kilgour 1989 ausgestiegen war, um sich wieder verstärkt seiner ursprünglichen Band zuzuwenden. Die ersten Releases erschienen, wie auch schon die Platten der Gordons, alle bei dem neuseeländischen Label Flying Nun Records. Stilistisch bewegte man sich von Anfang an primär im Schnittfeld zwischen Noise-Rock und Shoegaze, so dass die Band nicht zu den Vertretern des sogenannten Dunedin Sounds gezählt wird.
Nach den Aufnahmen zu den ersten beiden Alben Tanker und Thermos hielt sich das Trio zunächst eine Weile in Köln auf, bevor es schließlich nach New York City übersiedelte. Ab der 1992 veröffentlichten EP The Aim erschienen die Platten der Gruppe auch beim US-amerikanischen Label Matador Records. In ihrer Heimat Neuseeland, wo sie nach wie vor von Flying Nun Records vermarktet wurden, verzeichneten Bailter Space zwischen 1993 und 1997 ihre größten kommerziellen Erfolge. Die Alben Robot World, Vortura, Wammo und Capsul konnten sich dort jeweils in den Top 40 der Charts platzieren.
Nach dem Album Solar 3 und der EP Photon legte die Band eine längere Pause ein, ohne sich jedoch offiziell aufzulösen. 2004 veröffentlichte Flying Nun Records eine Best-of-Kompilation. Mehr als 13 Jahre nach ihrer letzten Studioplatte brachten Bailter Space, die von der Presse gelegentlich als „Sonic Youth der südlichen Hemisphäre“ bezeichnet werden, im Jahr 2012 mit Strobosphere ein neues Album heraus. Ein Jahr später erschien der Nachfolger Trinine.

## Diskografie

### Studioalben
| Jahr | Titel       | Höchstplatzierung, Gesamtwochen, AuszeichnungChartsChartplatzierungen (Jahr, Titel, Platzierungen, Wochen, Auszeichnungen, Anmerkungen) | Anmerkungen |
| Jahr | Titel       | NZ | Anmerkungen |
| ---- | ----------- | --- | ----------- |
| 1993 | Robot World | NZ34 (4 Wo.)NZ |             |
| 1994 | Vortura     | NZ22 (2 Wo.)NZ |             |
| 1995 | Wammo       | NZ23 (4 Wo.)NZ |             |
| 1997 | Capsul      | NZ34 (3 Wo.)NZ |             |

Weitere Studioalben
- 1988: Tanker
- 1989: Thermos
- 1998: Solar 3
- 2012: Strobosphere
- 2013: Trinine
- 2020: Concret

### Kompilationen
- 2004: Bailterspace

### EPs
| Jahr | Titel               | Höchstplatzierung, Gesamtwochen, AuszeichnungChartsChartplatzierungen (Jahr, Titel, Platzierungen, Wochen, Auszeichnungen, Anmerkungen) | Anmerkungen |
| Jahr | Titel               | NZ | Anmerkungen |
| ---- | ------------------- | --- | ----------- |
| 1987 | Nelsh Bailter Space | NZ39 (1 Wo.)NZ |             |
| 1992 | The Aim             | NZ43 (1 Wo.)NZ |             |
| 1993 | B.E.I.P.            | NZ45 (1 Wo.)NZ |             |
| 1995 | Splat               | NZ48 (1 Wo.)NZ |             |

Weitere EPs
- 1998: Photon

### Singles
- 1987: New Man
- 1988: Grader Spader
- 1992: Shine
- 1995: Retro
- 1997: Capsul

### The Gordons
- 1980: Future Shock EP
- 1981: The Gordons
- 1984: Volume 2
- 1988: The Gordons (Re-Release des ersten Albums plus Future Shock EP)
- 2021: The Gordons + Future Shock (Wiederveröffentlichung, Platz 3 in Neuseeland)[5]